# میک دم سافر
میک دم سافر (انگلیسی: Make Them Suffer) یک گروه متال‌کور استرالیایی از پرث است که در سال ۲۰۰۸ آغاز به کار کرد.